# Elio Antonio de Nebrija
Elio Antonio de Nebrija (1441 nebo 1444 Lebrija – 5. července 1522 Alcalá de Henares), vlastním jménem Antonio Martínez de Cala, byl španělský jazykovědec známý vydáním první španělské gramatiky Arte de la lengua castellana (Mluvnice kastilského jazyka) z roku 1492.

## Život
Narodil se v obci Lebrija v dnešní provincii Sevilla. Nejprve studoval v Salamance, později v Bologni a po návratu do Španělska učil v Salamance, Seville a Alcalá de Henares (dnes v Madridském společenství).

## Dílo
Antonio de Nebrija vydal několik prací lingvistických a historických. Psal i básně. Jazykem mu byla latina a španělština. Je autorem těchto děl:
- Introductiones latinae (1481)
- Vocabulario latino-español (1492) – obsahující na 30 000 slov
- Vocabulario español-latino (1492)
- Arte de la lengua castellana (1492) – první gramatika španělštiny, ale i první gramatika národního jazyka vůbec
- Antigüedades de España (1499)

## Fotogalerie

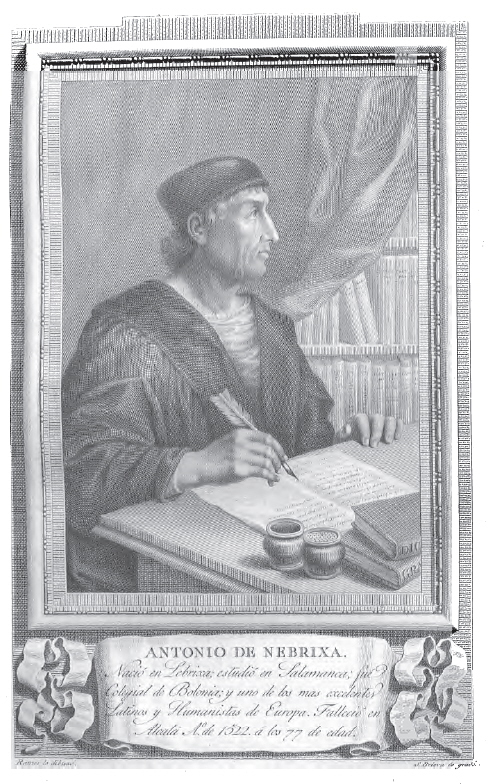
Elio Antonio de Nebrija
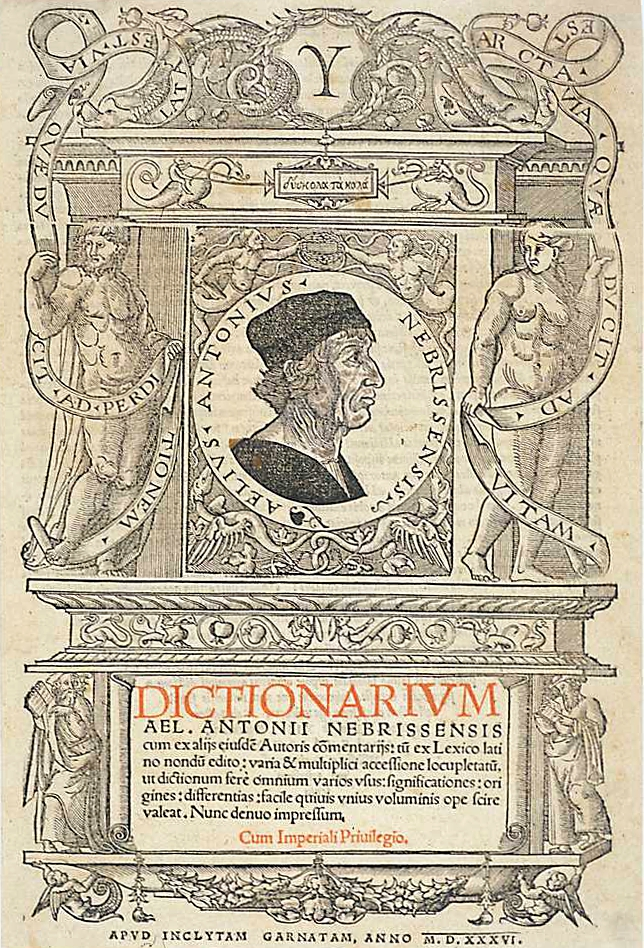
Elio Antonio de Nebrija
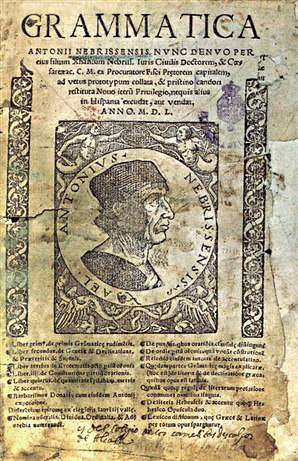
Dílo Grammatica Nebrissensis (1550)
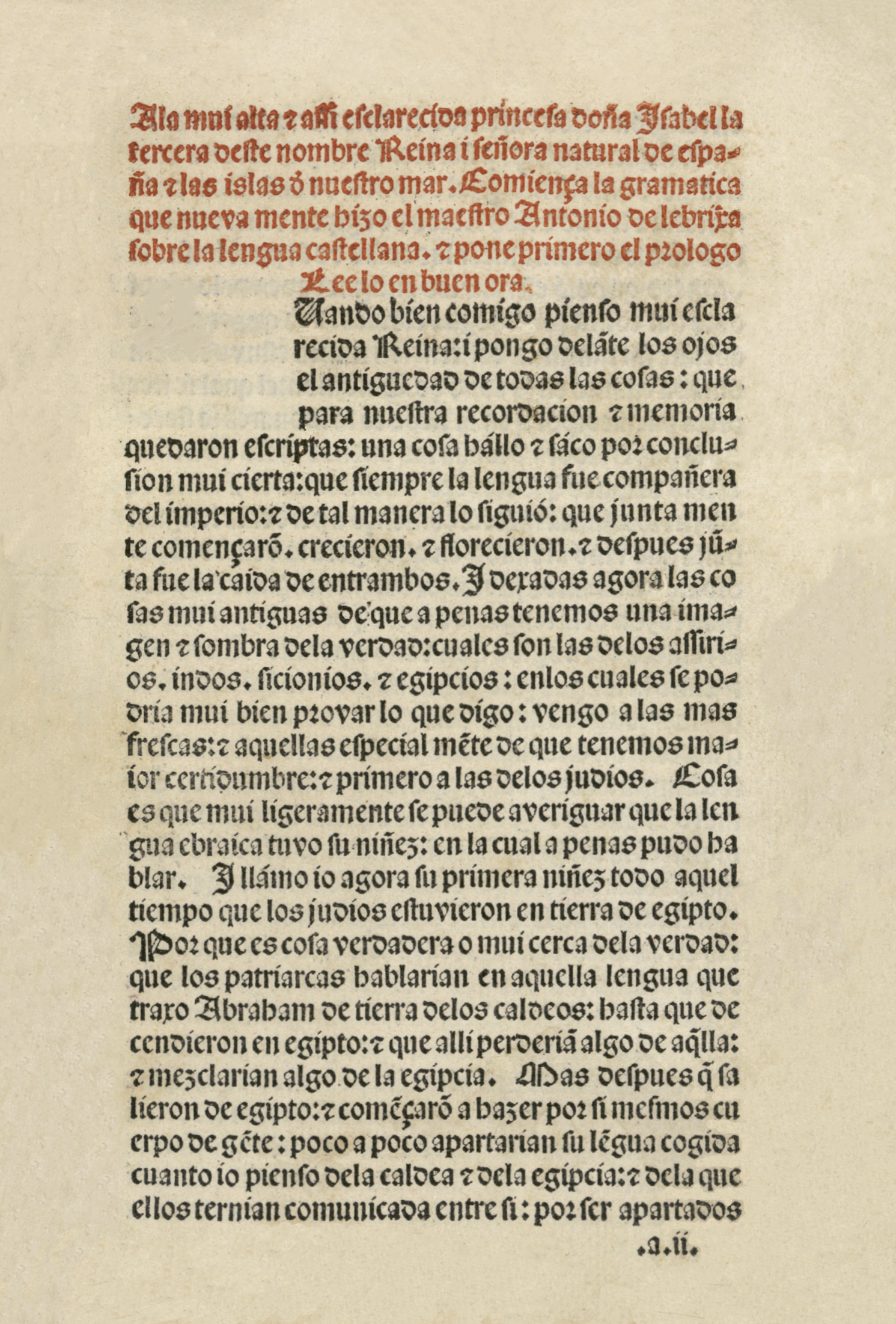
Dílo Gramática castellana (1492)
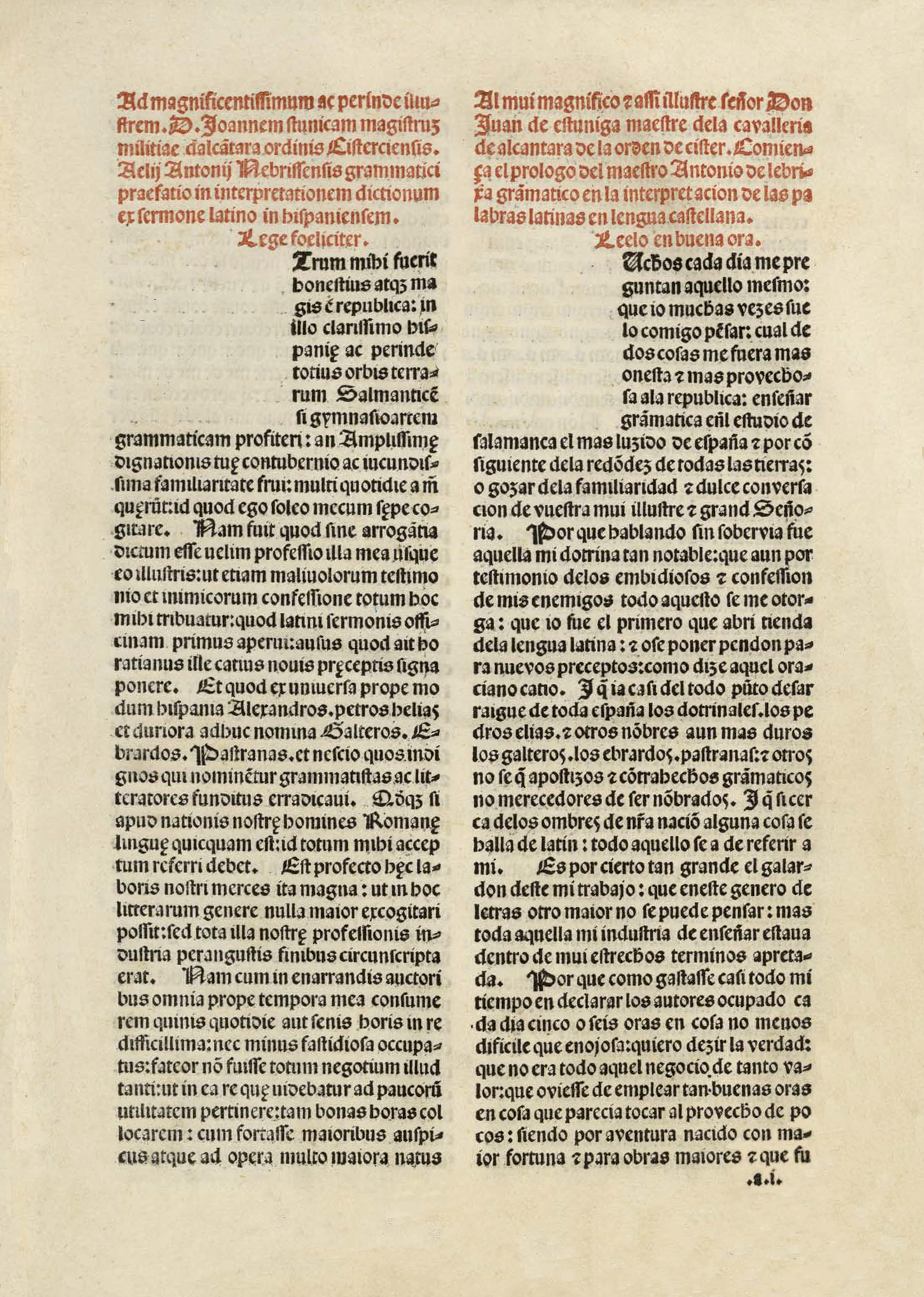
Dílo Dictionarium latino-hispanicum (1492)
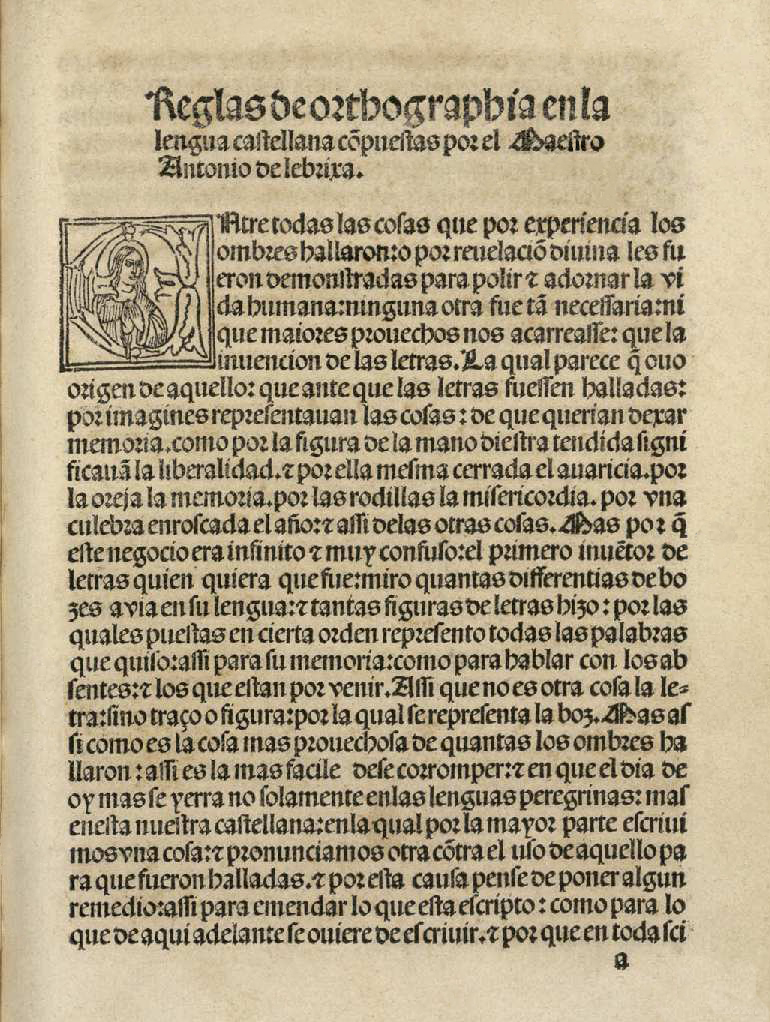
Reglas de orthographia en la lengua castellana (1517)
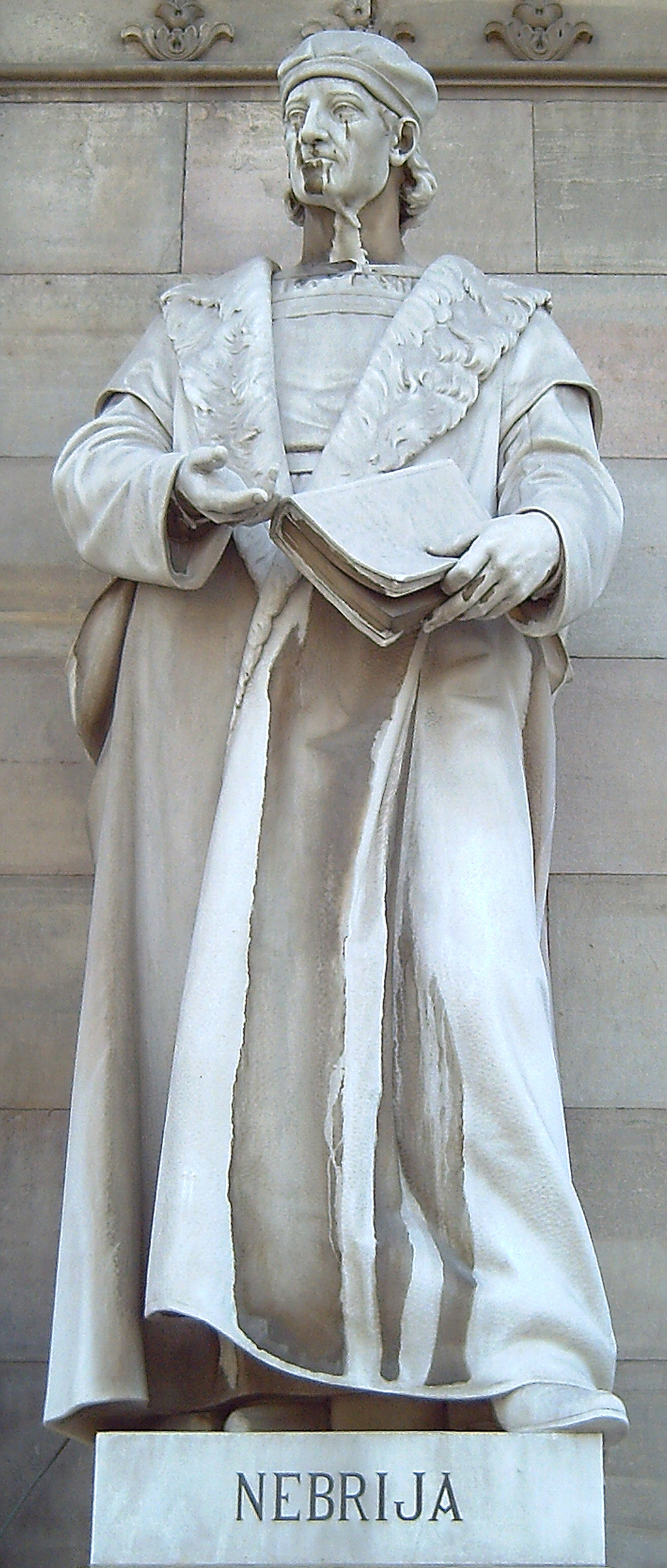
Socha Elia Antonia de Nebriji u Národní knihovny v Madridu